# Golobrdci
Golobrdci är en ort i Kroatien.   Den ligger i länet Slavonien, i den östra delen av landet, 140 km öster om huvudstaden Zagreb. Golobrdci ligger 198 meter över havet och antalet invånare är 397.
Terrängen runt Golobrdci är platt åt nordväst, men åt sydost är den kuperad. Runt Golobrdci är det ganska glesbefolkat, med 35 invånare per kvadratkilometer. Närmaste större samhälle är Požega, 4,5 km söder om Golobrdci. Trakten runt Golobrdci består till största delen av jordbruksmark.